# Flat character en round character
Een flat character (type of statisch personage) is in een roman, verhaal, scenario of toneelstuk een vlak, niet uitgediept personage. Zijn tegenhanger, het round character, (dynamisch personage) maakt wel een karakterontwikkeling door en heeft een complexere persoonlijkheid. Deze twee categorieën doen zich meestal niet in hun pure vorm voor, maar zijn eerder de uitersten van een schaal.

## Omschrijving
De termen zijn afkomstig van de Britse auteur E.M. Forster, die in zijn studie Aspects of the Novel (1927) een onderscheid maakt tussen een flat en een round character. Flat characters werden in de zeventiende eeuw 'humours' genoemd, later typen en ook wel karikaturen. In hun puurste vorm zijn ze opgetrokken rond één enkel idee of karaktertrek. Echte flat characters kunnen in een enkel zinnetje worden beschreven. Flat characters blijven het hele verhaal door hetzelfde, ze veranderen niet en tonen geen karakterontwikkeling. Zulke personages zijn dus voorspelbaar. Dit kan een schrijver in zijn verhaal gebruiken om de hoofdpersonen in perspectief te plaatsen.
Vertoont een personage meer dan één aspect, dan ontstaat het begin van de curve naar het round character. Hoe meer aspecten een personage heeft, hoe 'rounder' het is. De Amerikaanse letterkundige M.H. Abrams omschrijft een round character als complex wat temperament en drijfveren betreft, en met subtiele gedetailleerdheid getekend. Het resultaat is een personage dat even moeilijk te beschrijven is als een werkelijke persoon en even onvoorspelbaar als een echt mens.
De test om te bepalen of men met een round character te maken heeft, is dat het personage de lezer moet kunnen verrassen op een overtuigende wijze. Als van verrassing nooit sprake is, heeft men van doen met een flat character. Is de verrassende wijze van optreden niet overtuigend, dan is er een flat character die de pretentie voert een round character te zijn. Een werkelijk round character moet iets van de onvoorspelbaarheid van het leven aankleven, al gaat het om leven binnen de omslag van een boek.
Forster acht de creatie van een flat character een minder grote prestatie dan die van een round character. Een flat character is op zijn best als het komisch is, een serieus of tragisch type wordt al snel saai.

## Voorbeelden en voordelen
Forster noemt als voorbeelden van flat characters de prinses van Parma en Legrandin uit het werk van Proust. In Russische romans komt dit type personage maar zelden voor, hoewel ze volgens Forster veel kunnen betekenen. Het eerste voordeel van flat characters voor de schrijver is dat ze niet opnieuw introductie behoeven als ze vele bladzijden afwezig zijn geweest, nooit weglopen, hun eigen atmosfeer meebrengen en niet in de gaten hoeven te worden gehouden met het oog op hun ontwikkeling. Een tweede voordeel is dat ze makkelijk bij de lezer in het geheugen gegrift staan. Complexe romans vereisen vaak zowel flat als round characters. Hun aanwezigheid zegt dan ook niets over de diepgang van de hele roman. Zo zijn bijna alle personages van Dickens flat characters en niettemin ademt zijn werk een menselijke diepte. Volgens Forster is het talent van Dickens onder meer dat hij wel types en karikaturen gebruikt, maar dat het resultaat toch niet mechanisch aandoet en uit zijn werk een visie op de mensheid oprijst die niet oppervlakkig is. Zijn succesvolle gebruik van deze personages lijkt erop te wijzen, aldus Forster, dat 'flatness' meer om het lijf heeft dan strenge critici wensen toe te geven.
Het werk van Jane Austen bevat volgens Forster bijna uitsluitend round characters. Elke episode waarin zo'n personage optreedt levert een nieuw plezier op. De reden daarvoor is dat de personages van Austen een hogere graad van organisatie kennen dan die van Dickens. Andere voorbeelden zijn: de belangrijkste personages uit Oorlog en vrede, alle personages van Dostojevski, de titelpersonages uit Madame Bovary en Moll Flanders, en verder sommige personages van Thackeray, Fielding (Tom Jones).

## Gebruik
Volgens M.H. Abrams hebben bijna alle toneeldrama's en romans wel enkele personages die vooral als functie bestaan en nauwelijks getypeerd worden, terwijl andere relatief 'flat' blijven. De mate waarin het karakter van een personage gestalte dient te krijgen om van een artistiek succesvolle creatie te kunnen spreken, hangt af van zijn functie in de plot. Zo is in het traditionele detectiveverhaal zelfs de held gewoonlijk niet erg ontwikkeld. Sherlock Holmes hoeft niet zo round als Hamlet te zijn om zijn literaire rol te kunnen vervullen.
Flat characters zijn soms vergelijkbaar met stereotypen of figuren die slechts één karaktertrek hebben, zoals stripfiguren. In sitcoms en komedies zijn dit soort typetjes ook erg populair.